# Chameleon Pollenův
Chameleon Pollenův (Furcifer polleni) je menší druh chameleona pocházející z Komorských ostrovů. V Úmluvě o mezinárodním obchodu s ohroženými druhy volně žijících živočichů a rostlin je zařazen do přílohy II.
Tento ještěr má velkou hlavu se zvýšenou přilbou, bočně zploštělé tělo a ovíjivý ocas, na který připadá téměř polovina délky živočicha. Jako všichni chameleoni má i chameleon Pollenův oční víčka srostlá, zůstává jen malý otvor na zornici, a oči se mohou pohybovat do všech stran a nezávisle na sobě. Silné nohy jsou zakončené prsty srostlými v klíšťky, které předních končetinách tvoří tři vnější a dva vnitřní prsty, na pánevních je tomu naopak. Prsty jsou opatřené silnými drápy. Tělo je kryté pravidelnými šupinami, hřbetní, břišní i hrdelní hřeben je tvořen šupinami kuželovitého tvaru a je výrazně vyvinutý. Samci jsou větší, mohou dorůstat délky až 20 cm, samice nebývají delší než 15 cm. Rozdíl mezi pohlavími je i ve zbarvení těla, samci jsou obvykle sytě trávově zelení nebo modrozelení, mají světlé retní štítky a patrný světlý pruh táhnoucí se na bocích těla. Pohlavní dospělost je se projeví objevením se červených odstínů. Samice jsou zelené nebo žlutozelené se světle modrým hrdlem a očními víčky, temeno a nohy jsou načervenalé.
Chameleon Pollenův je endemit Komorských ostrovů, jeho domovinou je ostrov Mayotte, byl introdukovaný také na Nzwani, kde se vyskytuje v okolí města Hombo. Obývá stromy a keře. Není náročný na životní prostředí a kromě deštného lesa se přizpůsobil životu i na plantážích či v zahradách. Je to samotářské zvíře s denní aktivitou, které je vůči jiným jedincům svého druhu agresivní. Živí se hmyzem, který lapá dlouhým lepkavým jazykem. Je vejcorodý, samice čtyři týdny po spáření klade do vyhrabané chodby 6-12 vajec. Mláďata se líhnou po 260-270 dnech.

## Chov
Tento druh chameleona lze chovat pouze jednotlivě v teráriu o rozměrech nejméně 30×30×40 cm. Kvůli větrání by jedna stěna a strop terária měla být tvořena hmyzím pletivem. Vhodným substrátem na dno je asi 5 cm silná vrstva vlhkého písku. Během léta se terárium přes den vytápí na 27 °C, v noci na 20-22 °C, přes zimu se teplota snižuje na denních 22 °C, s nočním poklesem k 17 °C. V zajetí se chameleon Pollenův krmí především cvrčky vhodné velikosti, dále přijímá zavíječe, sarančata, šváby, pavouky, mouchy a jiný přiměřeně velký hmyz.